# Jaime Graça
Jaime Graça (10. ledna 1942, Setúbal - 28. února 2012, Lisabon) byl portugalský fotbalista, záložník. 

## Fotbalová kariéra
Portugalskou ligu hrál za Vitórii Setúbal a Benficu Lisabon, nastoupil ve 303 ligových utkáních, dal 56 ligových gólů a získal šest mistrovských titulů s Benficou a 3 vítězství v poháru s Benficou a jedno s Vitórií Setúbal. V Poháru mistrů evropských zemí nastoupil ve 28 utkáních a dal 4 góly, v Poháru vítězů pohárů nastoupil v 11 utkáních a dak 2 góly a ve Veletržním poháru nastoupil ve 3 utkáních. Za portugalskou reprezentaci nastoupil v letech 1965-1972 ve 36 utkáních a dal 4 góly. S portugalskou fotbalovou reprezentací získal bronzovou medaili na mistrovství světa roku 1966, nastoupil ve všech 6 utkáních.

## Ligová bilance
| Ročník                        | Zápasy | Góly | Klub            |
| ----------------------------- | ------ | ---- | --------------- |
| 1. portugalská liga 1962/1963 | 25     | 4    | Vitória Setúbal |
| 1. portugalská liga 1963/1964 | 26     | 1    | Vitória Setúbal |
| 1. portugalská liga 1964/1965 | 26     | 18   | Vitória Setúbal |
| 1. portugalská liga 1965/1966 | 26     | 10   | Vitória Setúbal |
| 1. portugalská liga 1966/1967 | 24     | 1    | Benfica Lisabon |
| 1. portugalská liga 1967/1968 | 21     | 1    | Benfica Lisabon |
| 1. portugalská liga 1968/1969 | 21     | 6    | Benfica Lisabon |
| 1. portugalská liga 1969/1970 | 23     | 4    | Benfica Lisabon |
| 1. portugalská liga 1970/1971 | 22     | 3    | Benfica Lisabon |
| 1. portugalská liga 1971/1972 | 26     | 1    | Benfica Lisabon |
| 1. portugalská liga 1972/1973 | 16     | 3    | Benfica Lisabon |
| 1. portugalská liga 1973/1974 | 2      | 0    | Benfica Lisabon |
| 1. portugalská liga 1974/1975 | 4      | 0    | Benfica Lisabon |
| 1. portugalská liga 1975/1976 | 16     | 2    | Vitória Setúbal |
| 1. portugalská liga 1976/1977 | 25     | 2    | Vitória Setúbal |
| 1. portugalská liga 1977/1978 | -      | -    | GD Sesimbra     |
| CELKEM 1. portugalská liga    | 303    | 56   |                 |